# Donacaula aquilellus
Donacaula aquilellus là một loài bướm đêm trong họ Crambidae.